# Beauchamp (Val-d'Oise)
Pour les articles homonymes, voir Beauchamp.
Ne doit pas être confondu avec Beauchamps.
Beauchamp est une commune française située dans le département du Val-d'Oise, en région Île-de-France.
Ses habitants sont appelés les Beauchampois.

## Géographie

### Localisation
Beauchamp est une ville de la vallée de Montmorency, à 20 km au nord-ouest de Paris et  à 8 km au sud-est de Pontoise.

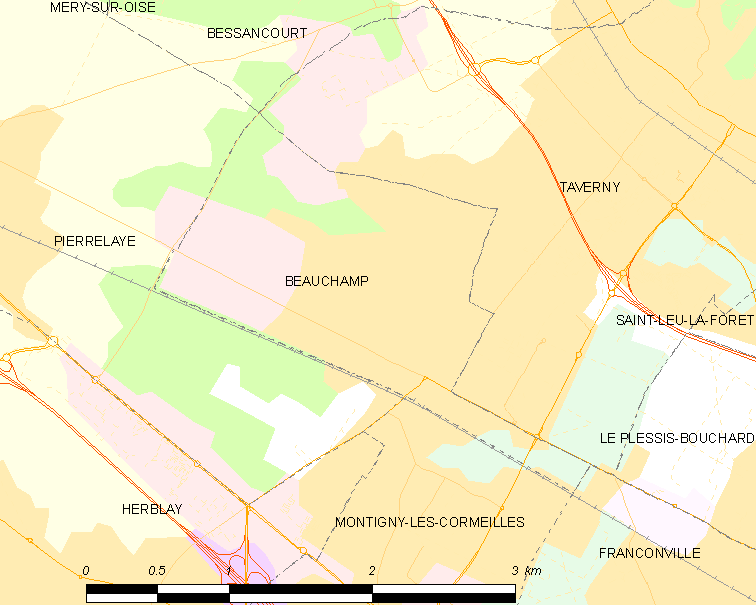
Carte de la commune.
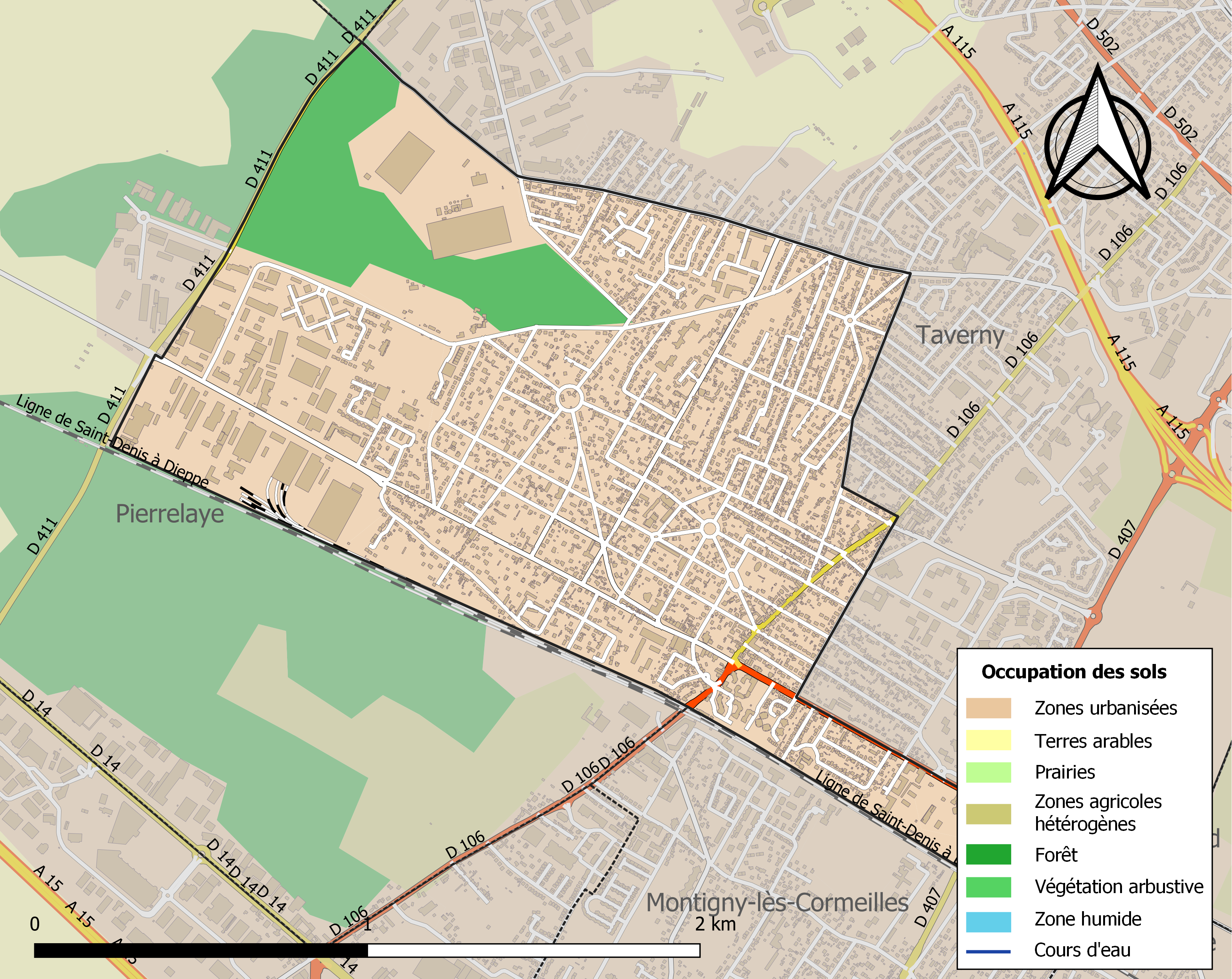
Occupation des sols.

### Communes limitrophes
|            | Bessancourt             | Taverny      |
| Pierrelaye | Beauchamp               |              |
|            | Montigny-lès-Cormeilles | Franconville |

### Voies de communication et transports

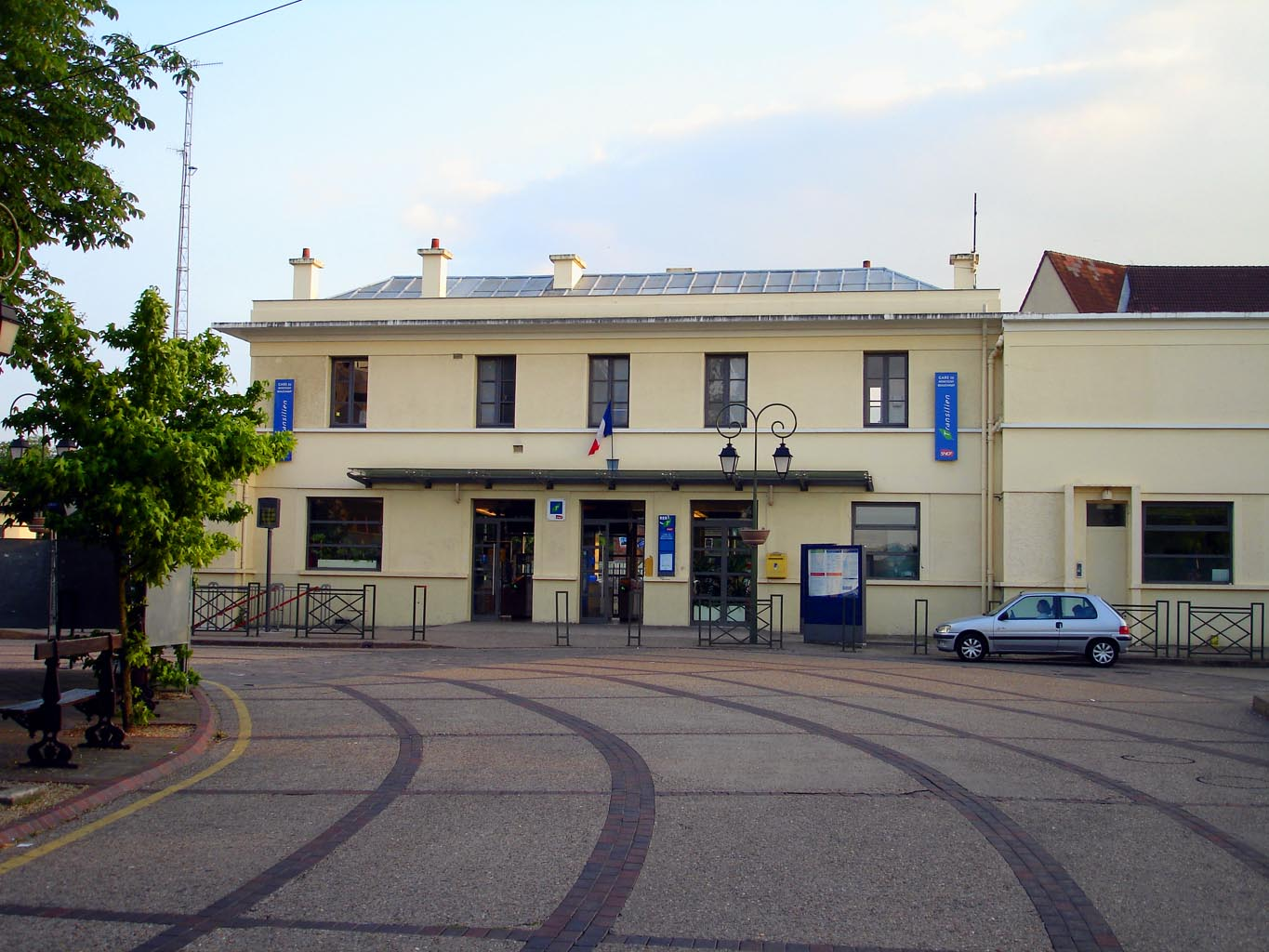
La gare de Montigny - Beauchamp.

Beauchamp est desservie par la chaussée Jules-César et est aisément accessible par l'autoroute A115.
La commune est desservie par la gare de Montigny-Beauchamp sur la ligne Gare de Paris-Nord - Gare de Pontoise (Transilien Paris-Nord - ligne H) et sur la ligne C du RER.
Elle est également desservie par les lignes de bus :
- Réseau de bus Val Parisis : 95.03A, 95.19A, 95.19C, 95.21, 30.05, 30.09, 30.10, 30.18, 30.23, 30.31 et 30.33 ;
- Noctilien : N150.

### Climat
Pour des articles plus généraux, voir Climat de l'Île-de-France et Climat du Val-d'Oise.
En 2010, le climat de la commune est de type climat océanique dégradé des plaines du Centre et du Nord, selon une étude du CNRS s'appuyant sur une série de données couvrant la période 1971-2000. En 2020, Météo-France publie une typologie des climats de la France métropolitaine dans laquelle la commune est dans une zone de transition entre le climat océanique et le climat océanique altéré et est dans la région climatique Sud-ouest du bassin Parisien, caractérisée par une faible pluviométrie, notamment au printemps (120 à 150 mm) et un hiver froid (3,5 °C).
Pour la période 1971-2000, la température annuelle moyenne est de 11,3 °C, avec une amplitude thermique annuelle de 14,9 °C. Le cumul annuel moyen de précipitations est de 659 mm, avec 10,6 jours de précipitations en janvier et 7,8 jours en juillet. Pour la période 1991-2020, la température moyenne annuelle observée sur la station météorologique la plus proche, située sur la commune de Pontoise à 8 km à vol d'oiseau, est de 12,5 °C et le cumul annuel moyen de précipitations est de 666,7 mm,. Pour l'avenir, les paramètres climatiques de la commune estimés pour 2050 selon différents scénarios d'émission de gaz à effet de serre sont consultables sur un site dédié publié par Météo-France en novembre 2022.

## Urbanisme

### Typologie
Au 1er janvier 2024, Beauchamp est catégorisée grand centre urbain, selon la nouvelle grille communale de densité à sept niveaux définie par l'Insee en 2022.
Elle appartient à l'unité urbaine de Paris, une agglomération inter-départementale regroupant 407  communes, dont elle est une commune de la banlieue,,. Par ailleurs la commune fait partie de l'aire d'attraction de Paris, dont elle est une commune du pôle principal,. Cette aire regroupe 1 929 communes,.

### Occupation des sols simplifiée
Le territoire de la commune se compose en 2017 de 13,37 % d'espaces agricoles, forestiers et naturels, 6,03  % d'espaces ouverts artificialisés et 80,59 % d'espaces construits artificialisés.

## Toponymie
Le nom provient peut-être du latin belli campus, « champ de bataille ».
Toutefois, la signification « beau champ » est beaucoup plus vraisemblable, avec champ employé au sens de « campagne », donc « belle campagne ». Du latin bellus « joli, bon » et campus « campagne, champ ».
Beauchamps est la forme indiquée sur la carte de Cassini au XVIIIe siècle.

## Histoire
La commune est constituée en 1922 à partir d'un hameau, par amputation des communes de Pierrelaye, Montigny-lès-Cormeilles et, pour les 8/10e de son territoire, Taverny. Avant cette date, son histoire se rattache à celle de Taverny.
Beauchamp est située le long de la chaussée Jules-César, voie romaine reliant  Lutèce à Lillebonne. Des fouilles en 1971 et 1972 à proximité de la commune ont d'ailleurs permis de retrouver des fondations de bâtiments gallo-romains avec un puits, des tuiles romaines, des vases et poteries, des pièces de monnaie, etc.
Le hameau de Beauchamps [sic] s'est développé essentiellement après l'arrivée du chemin de fer et l'ouverture de la gare de Montigny - Beauchamp en 1846, d'abord nommée « Montigny-Herblay ». Dès 1904, la population du hameau demande son autonomie ; il est érigé en commune en 1922 grâce à l'action de Camille Fouinat, conseiller municipal de Taverny, en perdant au passage son « s » final.

## Politique et administration

### Rattachements administratifs et électoraux
Rattachements administratifs
Antérieurement à la loi du 10 juillet 1964, la commune faisait partie du département de Seine-et-Oise. La réorganisation de la région parisienne en 1964 rattache la commune à l’arrondissement de Pontoise au département du Val-d'Oise  après un transfert administratif effectif au 1er janvier 1968. Toutefois, à compter du 1er janvier 2017 la commune est désormais intégrée à l'arrondissement d'Argenteuil, afin de tenir compte des limites des intercommunalités.
La commune, lors de sa création en 1922, est rattachée au canton de Montmorency du département de Seine-et-Oise, puis, en 1931, du canton de Taverny, avant de devenir en 1976, le chef-lieu du canton de Beauchamp. Dans le cadre du redécoupage cantonal de 2014 en France, cette circonscription administrative territoriale a disparu, et le canton n'est plus qu'une circonscription électorale.
Beauchamp fait partie de la juridiction d’instance de Montmorency, et de grande instance ainsi que de commerce de Pontoise,.
Rattachements électoraux
Pour les élections départementales, la commune est membre depuis 2014 du canton de Taverny
Pour l'élection des députés, elle fait partie depuis 1986 à la troisième circonscription du Val-d'Oise..

### Intercommunalité
Beauchamp était le siège de la communauté d'agglomération du Parisis créée le 28 octobre 2005.
Dans le cadre de la mise en œuvre de la loi MAPAM du 27 janvier 2014, qui prévoit la généralisation de l'intercommunalité à l'ensemble des communes et la création d'intercommunalités de taille importante, le préfet de la région d'Île-de-France approuve le 4 mars 2015 un schéma régional de coopération intercommunale qui prévoit notamment « l'extension du périmètre de la communauté d'agglomération Le Parisis aux communes de Frépillon, Saint-Leu-la-Forêt, Le Plessis-Bouchard, Ermont et Eaubonne ».
Le préfet du Val-d'Oise prend en conséquence le 14 décembre 2015 un arrêté « portant fusion des communautés d'agglomération « Le Parisis » et « Val et Forêt », et extension de périmètre à la commune de Frépillon au 1er janvier 2016 ». Cette nouvelle intercommunalité, dont la commune est désormais membre, prend la dénomination de communauté d'agglomération Val Parisis.

### Tendances politiques et résultats
Lors du second tour des élections municipales de 2014 dans le Val-d'Oise, la liste SE menée par Francine Occis remporte la majorité des suffrages exprimés, avec 1 550 voix (40,13 %, 21 conseillers municipaux élus dont 3  communautaires), devançant de 28 voix celle UMP menée par  Françoise Nordmann (1 522 voix, 39,40 %, 	5 conseillers municipaux élus dont 1 communautaire).
Un troisième liste, DVG menée par Patrick Planche, arrive loin derrière avec 790 voix (20,45 %, 3 conseillers municipaux élus). 
Lors de ce scrutin, 40,60 % des électeurs se sont abstenus.
À la suite de la démission  des conseillers municipaux de la liste de Françoise Nordmann (Lr) ainsi que celle de Patrick Planche (Dvg) durant l'été 2017, le conseil municipal est renouvelé lors d'élections municipales organisées le 12 novembre 2017 de manière à permettre l'élection d'un  nouveau maire. Celles-ci donnent une large majorité à la liste conduite par Françoise Nordmann qui a recueilli 62,38 % des suffrages, contre 37,62 % à la maire sortante Francine Occis (SE). Françoise Nordmann est donc élue maire par le conseil municipal du 17 novembre 2017.
Lors du premier tour des élections municipales de 2020 dans le Val-d'Oise, la liste DVD menée par la maire sortante Françoise Nordmann remporte la majorité absolue des suffrages exprimés, avec 1 504 voix (68,61 %, 25 conseillers municipaux élus dont 3 communautaires), devançant très largement la liste LR menée par Isabelle Merlay-Souterbicq, qui a obtenu 688 voix (31,38 %, 4 conseillers municipaux élus). 
Lors de ce scrutin marqué par la pandémie de Covid-19 en France, 62,39 % des électeurs se sont abstenus,

### Liste des maires
| Période                                  | Période                    | Identité           | Étiquette    | Qualité |
| ---------------------------------------- | -------------------------- | ------------------ | ------------ | --- |
| Les données manquantes sont à compléter. |                            |                    |              | |
| juillet 1922                             | mai 1925                   | Louis Bousquet     |              | Parolier, chansonnier et éditeur français |
| mai 1925                                 | mai 1935                   | Émile Bertrand     |              | |
| mai 1935                                 | octobre 1947               | Camille Monard     |              | |
| octobre 1947                             | mars 1977                  | Eugène Robin       | UDR          | Suppléant du député Jacques Richard |
| mars 1977                                | mars 2014                  | Raymond Lavaud     | DVD puis UDI | Conseiller général de Beauchamp (1992 → 2011) Président de la CA du Parisis (2011 → 2014)                                                        |
| mars 2014                                | novembre 2017              | Francine Occis     | SE-DVD       | Retraitée de l'enseignement Vice-présidente de la CA Val Parisis (2014 → 2017) Mandat écourté par la démission d'une partie du conseil municipal |
| novembre 2017                            | En cours (au 8 avril 2021) | Françoise Nordmann | SE (ex LR)   | Réélue pour le mandat 2020-2026, |

### Jumelages
Depuis 1997, la commune est jumelée avec : 
- Altenstadt (Hesse) (Allemagne)[29],[30].

## Population et société

### Démographie
L'évolution du nombre d'habitants est connue à travers les recensements de la population effectués dans la commune depuis 1926. Pour les communes de moins de 10 000 habitants, une enquête de recensement portant sur toute la population est réalisée tous les cinq ans, les populations de référence des années intermédiaires étant quant à elles estimées par interpolation ou extrapolation. Pour la commune, le premier recensement exhaustif entrant dans le cadre du nouveau dispositif a été réalisé en 2008.

En 2022, la commune comptait 9 506 habitants, en évolution de +9,38 % par rapport à 2016 (Val-d'Oise : +4 %, France hors Mayotte : +2,11 %).
| 1926  | 1931  | 1936  | 1946  | 1954  | 1962  | 1968  | 1975  | 1982  |
| ----- | ----- | ----- | ----- | ----- | ----- | ----- | ----- | ----- |
| 2 178 | 3 228 | 3 821 | 3 907 | 4 803 | 5 662 | 6 324 | 7 798 | 8 319 |

| 1990  | 1999  | 2006  | 2008  | 2013  | 2018  | 2022  | - | - |
| ----- | ----- | ----- | ----- | ----- | ----- | ----- | - | - |
| 8 934 | 8 986 | 8 869 | 8 817 | 8 792 | 8 675 | 9 506 | - | - |

### Sports
- Athlétisme et Course d'orientation : pratiqués au sein club AC Beauchamp. Dans le cadre de l'affiliation à la FFA, le club pratique athlétisme, marche nordique et préparation physique générale ; la section course d'orientation est affiliée à la FFCO.
- Football : ASB Association sportive de Beauchamp fondée en 1925, la plus ancienne association de la commune.
- Tennis de table : l'équipe féminine du CTT Beauchamp évolue en Pro B depuis la saison 2009-2010. L'équipe masculine a également évolué dans les championnats professionnels entre 2004 et 2009.
- Tennis (messieurs) en national 3 depuis 2008.
- Tir à l'arc[35].

## Économie
Historiquement, la principale entreprise de la ville était 3M, une  usine créée en 1952 sur un site de quarante hectares et qui employait dans les années 1980 près de 1 100 salariés. À sa fermeture en 2019, ils étaient 280. La reconversion du site est engagée en vue de la création d'un parc d’entreprises moderne, multi-locataires et multi-activités comprenant plusieurs bâtiments indépendants pour une surface totale de 90 000 m2 à compter de 2022, permettant d'accueillir environ 1 200 salariés vers 2025,.
Parmi les entreprises de la ville, on compte Les cars Lacroix, qui compte en 2019 environ 1 300 salariés, Thermomix.

## Culture locale et patrimoine

### Lieux et monuments

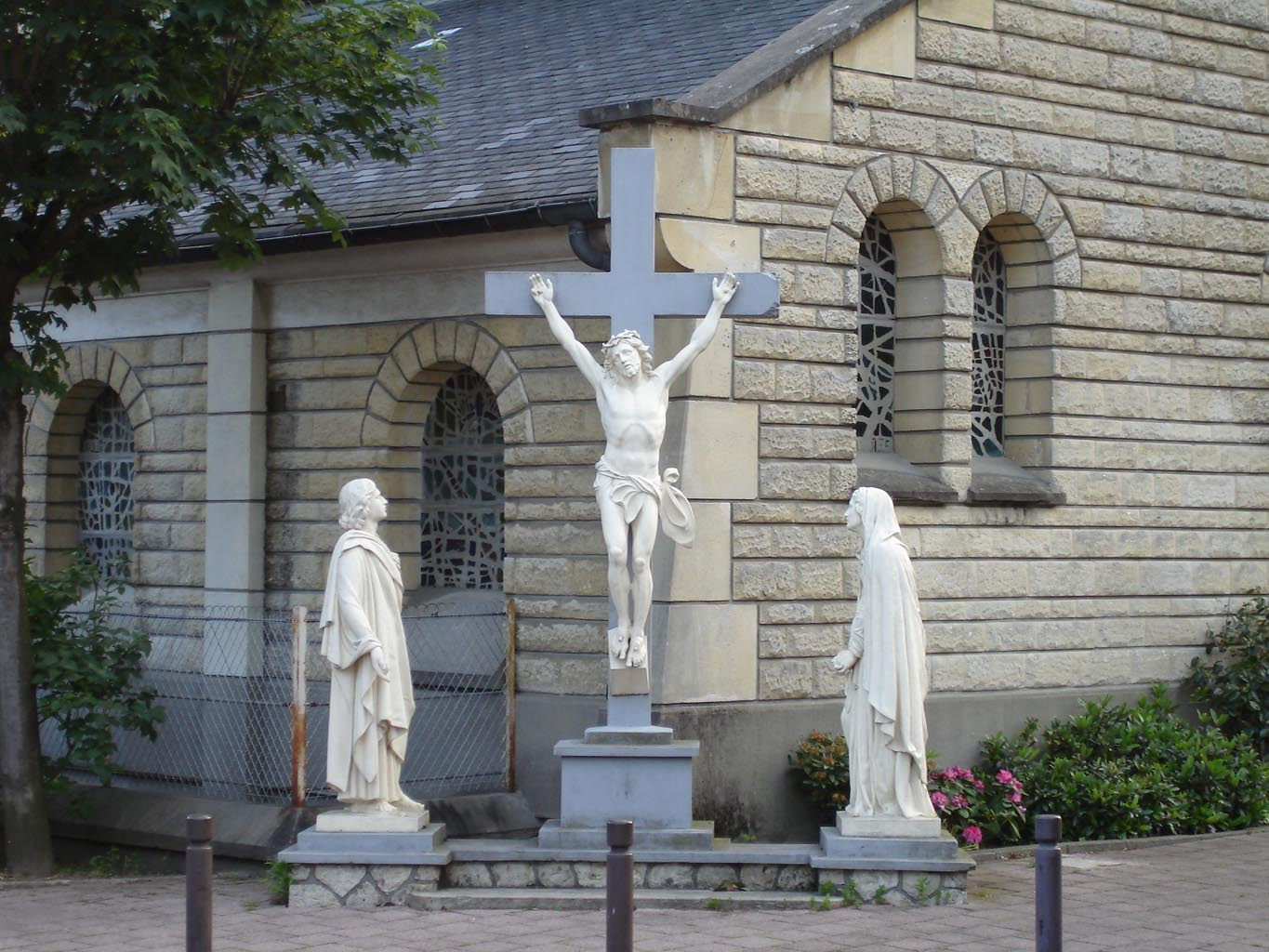
Calvaire de l'église Notre-Dame.

Beauchamp ne compte pas de monument historique classé ou inscrit sur son territoire. On peut néanmoins signaler :
- Église Notre-Dame, avenue Pasteur : Elle est issue d'une chapelle, inaugurée en mars 1908, puis largement agrandie en 1958 sur les plans de Marcel Faure, architecte local, puis en 1969 par l'ajout d'un bas-côté nord. En 2006, de nouveaux vitraux ont été installés dans le chœur[41].
- Calvaire à côté de l'église : deux statues de la sainte Vierge et de saint Jean furent livrées à la construction de l'église en vue de sa décoration. Mais embarrassantes durant le chantier, la première fut enterrée à proximité du chantier et l'autre fut entreposée dans une propriété de l'aumônier de l'hôpital Beaujon. Tombées dans l'oubli, les statues sont redécouvertes par hasard en 1953. L'abbé d'alors décide l'édification d'un calvaire formé de ces deux statues[41].
- Avenue des Sapins : elle est constituée au début des années 1850 en vue de la promotion du nouveau lotissement créé à la construction du chemin de fer Paris - Lille en 1846. Plusieurs pins de l'époque subsistent de nos jours[41].
- Bibliothèque Joseph-Kessel, avenue du Général-de-Gaulle.
- Villa Les Pelouses, 152 chaussée Jules-César.
- Château de La Chesnaie, 14 avenue Jules-Michelet.
- Monument aux morts, place Camille-Fouinat[42].
- Marché couvert, salle des fêtes (place du Marché), et groupe scolaire Paul-Bert, avenue Paul-Bert : ces trois bâtiments publics en briques de deux couleurs ont été construits en 1933/1934 par le même entrepreneur, Émile Bertrand, et le même architecte, Marcel Faure[41].
- Dispensaire Roger-Salengro.

### Personnalités liées à la commune
- Louis Bousquet (1871-1941), premier maire de la commune de Beauchamp, est l'auteur des paroles de la chanson Quand Madelon....
- Curnonsky (1872-1956), gastronome, humoriste et critique culinaire français, surnommé « le prince des gastronomes », est inhumé au cimetière communal.
- Raoul Auger (1904 -1991), illustrateur et dessinateur français, ayant également travaillé sous le pseudonyme de J. -P. Ariel, Beauchampois à compter de 1946.
- Didier Bay (né à Beauchamp en 1944), artiste.

### Héraldique
| Blason de Beauchamp (Val-d'Oise) | Blason  | Parti : écartelé : au 1er d'or aux quatre alérions d'azur ; au 2e et 3e d'argent à la barre de gueules chargée d'une roue d'argent ; au 4e de France au bâton péri en bande de gueules ; un écusson de sable au faucon d'or grilleté d'argent, brochant sur le tout. |
| Blason de Beauchamp (Val-d'Oise) | Détails | Création de l'illustrateur Raoul Auger, beauchampois de 1946 à 1991 |